# Nick Mason
Nicholas Berkeley Mason, CBE (Birmingham, 27 gennaio 1944) è un batterista, compositore, produttore discografico, pilota automobilistico e scrittore britannico; cofondatore e batterista dei Pink Floyd, oltre che unico componente stabile nell'intero loro periodo di attività.
Proprio in qualità di membro dei Pink Floyd, nel 1996 è stato inserito nella Rock and Roll Hall of Fame.

## Biografia e carriera
Pur nato a Birmingham, è cresciuto in un'agiata famiglia della borghesia inglese nell'elegante quartiere di Hampstead nel nord di Londra. Mentre frequentava il Politecnico di Regent Street insieme a Richard Wright, si unì a Roger Waters nel 1963 per formare il gruppo musicale Sigma 6.

### Pink Floyd
Mason ha suonato in ogni album dei Pink Floyd come batterista sin dal 1965, inoltre ha cantato nel brano Scream Thy Last Scream e si può sentire la sua voce in One of These Days.
Nonostante la controversia sulla proprietà del nome del gruppo, Mason è rimasto in ottimi rapporti tanto con Roger Waters quanto con David Gilmour. Mason ha suonato la batteria nelle ultime due date del tour mondiale di Waters del 2002 nel brano Set the Controls for the Heart of the Sun e anche in alcune date del tour europeo estivo 2006 dello stesso Waters.
Nel luglio 2005 Mason si è unito a Gilmour, Wright e Waters su un palco per la prima volta dopo ventiquattro anni come Pink Floyd, al termine del concerto del Live 8 a Londra, suonando cinque brani: Speak to Me, Breathe (in medley con Breathe Reprise), Money, Wish You Were Here e Comfortably Numb. Mason ha anche suonato assieme a Gilmour e Wright per il bis durante lo spettacolo di Gilmour al Royal Albert Hall, Londra, il 31 maggio 2006 e ha anche partecipato nello stesso anno ad alcune date del tour estivo di Roger Waters dal titolo The Dark Side of the Moon - Live.
Mason, che è stato continuamente il collegamento tra la band di Gilmour e quella di Waters, ha sempre creduto in una possibile reunion dei Pink Floyd. Ma dopo la scomparsa di Richard Wright nel 2008, ha affermato che ormai purtroppo questa reunion non è più possibile.

### Altri lavori
Il 17 aprile 2018 Mason annuncia il suo ritorno sulle scene musicali con l'intento di eseguire dal vivo il repertorio dei Pink Floyd dei primi dischi (antecedenti al 1973), fonda così i Nick Mason's Saucerful of Secrets. Dal 20 al 24 maggio ha suonato 4 concerti con questa sua band, una al Dingwalls e 3 all'Half Moon di Londra, in cui ha riproposto materiale tratto dai primi album dei Pink Floyd e precedenti a The Dark Side of the Moon, La band è composta da Gary Kemp chitarrista degli Spandau Ballet, Guy Pratt (bassista e storico collaboratore dei Pink Floyd), Lee Harris alla chitarra e Dom Beken alle tastiere. In seguito la band ha dato il via al loro primo tour europeo, con una prima data al Cirkus di Stoccolma il 1º settembre 2018 e con un ultimo show previsto per il 29 settembre 2018 a Nottingham, in Inghilterra. Il tour farà anche tappa in Italia il 20 settembre con uno show al teatro degli Arcimboldi di Milano.
Mason ha lavorato anche con altri, come batterista e produttore discografico per Robert Wyatt (Rock Bottom, pubblicato nel 1974) e per Steve Hillage (Green, pubblicato nel 1978) , come batterista per Michael Mantler e come produttore per il gruppo punk rock The Damned, per il quale produsse l'album Music for Pleasure del 1977.
Il libro di Nick Mason contenente un'enorme mole di materiale sui Floyd, Inside Out: A Personal History of Pink Floyd, è stato pubblicato nel Regno Unito nell'ottobre 2004, e successivamente pubblicato in italiano da Rizzoli Editore con il titolo Inside Out - La prima autobiografia dei Pink Floyd.

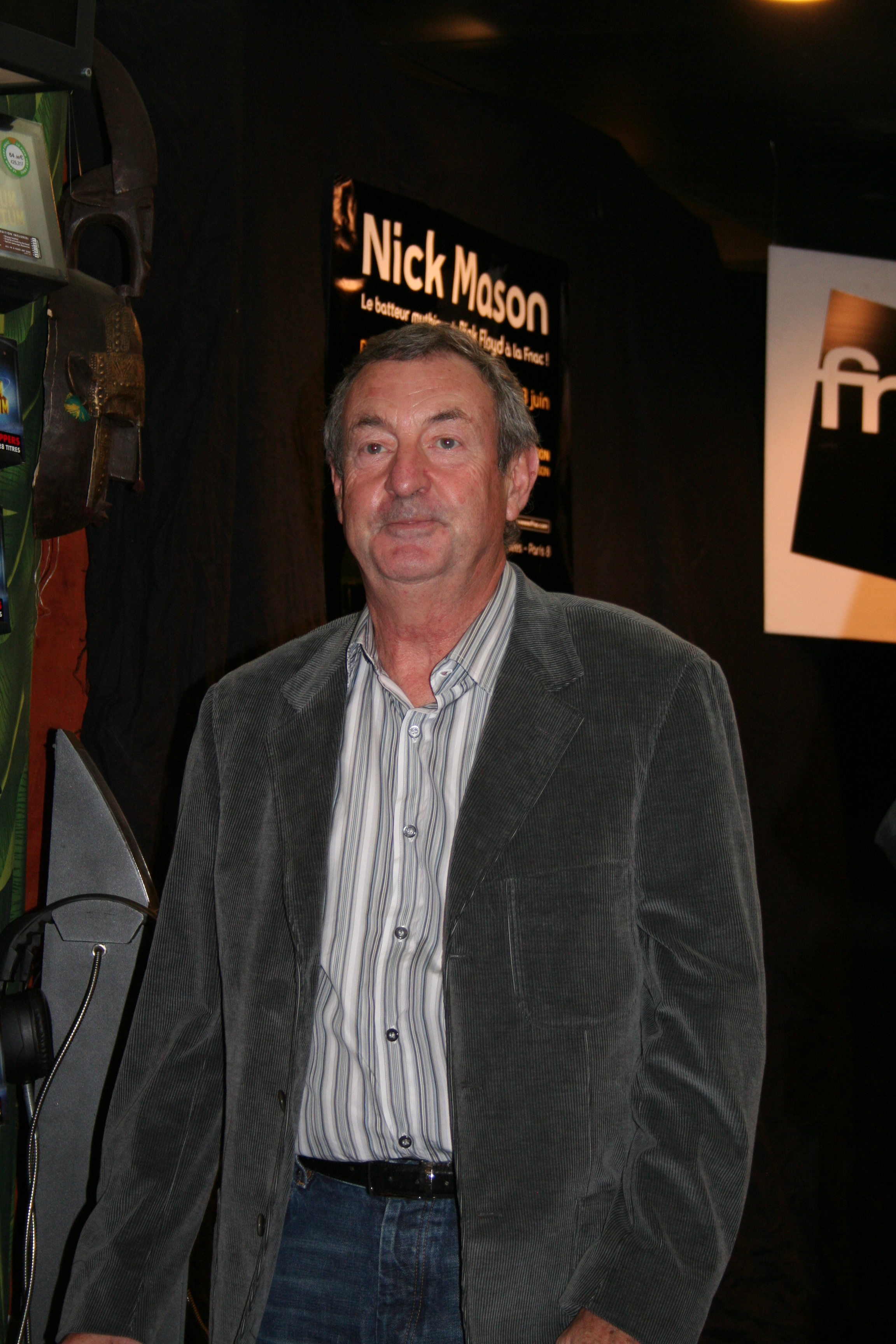
Nick Mason nel luglio 2006

## Vita privata
È sposato con la seconda moglie, Nettie, e ha quattro figli; due figlie dal precedente matrimonio e due figli dal secondo. Vivono nel Wiltshire, nel comune di Corsham nella casa che era appartenuta a Camilla Parker-Bowles. Dopo l'esperienza dei Pink Floyd, Nick ha avuto il tempo di sviluppare uno dei suoi hobby preferiti, correre in auto. Infatti possiede (tramite la sua società 'Ten Tenths') e guida diverse macchine d'epoca. Ha anche partecipato alla 24 ore di Le Mans.
È stato per diversi anni componente della giuria del Concorso d'eleganza Villa d'Este.
È famoso per essere un grande appassionato, praticante ed esperto di automobilismo d'epoca: ha infatti una sua scuderia personale, la Ten Tenths, ha scritto numerosi libri del settore, tra cui il best seller Into The Red con Mark Hales. Possiede, e spesso espone, rarissime auto tra cui: una Panhard da corsa del 1901, una Aston Martin Ulster del 1935, una Jaguar D-Type del 1955, una Ferrari 512 S del 1970, una Ferrari Enzo, una Alfa Romeo 8C Competizione, una rarissima McLaren F1 GTR del 1995 e la Ferrari 312T3 che fu di Gilles Villeneuve. È inoltre uno dei 36 possessori del modello di automobile dal prezzo più elevato mai raggiunto in un'asta (48,4 milioni di dollari, agosto 2018): la Ferrari 250 GTO del 1962 chassis N°3757, targata proprio 250GTO. È inoltre pilota di elicotteri.

## Equipaggiamento e stile batteristico

Nick Mason durante l'esecuzione di One of These Days nell'ottobre 1971 presso l'anfiteatro romano di Pompei

Nick Mason ha usato batterie Premier negli anni '60 e a volte negli anni '70 (soprattutto nelle registrazioni di Wish You Were Here). Dopodiché, usò Ludwig dal 1970 al 1992. Attualmente utilizza batterie pedali e hardware DW. È da sempre sostenitore di piatti Paiste. Attualmente utilizza bacchette Pro-Mark
Batterie
Collector's Series Black Laquer with Dark Side of the Moon Graphic
- Cassa 18" X 22"
- Cassa 18" X 22"
- Rullante 6" X 14"
- Tom 7" X 8"
- Tom 8" X 10"
- Tom 9" X 12"
- Tom 10" X 13"
- Timpano 13" X 15"
- Timpano 14" X 16"

Piatti
- 14" Signature Medium Hi-Hat
- 18" Signature Fast Crash
- 18" Signature Full Crash
- 21" Signature Dark Energy Dark Energy Ride Mark II
- 20" Signature Dark Energy Light Dark Ride Mark I
- 18" Signature Full Crash
- 20" Signature Traditionals Medium Ride
- 19" Signature Full Crash
- 22" Signature Traditionals Medium Light Swish

Bacchette
- TX5BW American Hickory 5B Wood tip

Altro
- Rototom (X6)

Nonostante abbia una tecnica non approfondita da lunghi studi come alcuni colleghi dell'epoca, Nick Mason ha uno stile molto personalizzato di scuola jazz e con fusione sincretica di elementi avantgarde e altri più propriamente rock, tanto che dalle origini è passato dal traditional grip al modern grip, e caratterizzato da giri di tom, rototom e timpani. Dotato di un rullante forte e robusto, dalla doppia cassa con frequenti terzine e quartine ed ottave e dalla scansione del tempo prevalentemente sui crash, alla tecnica fine a se stessa, ha preferito l'espressività e l'essenzialità, alle volte anche il minimalismo, con reminiscenze parsoniane.
Definito "l'esecutore del 4/4 lento", suona più energicamente nel periodo di Syd Barrett e nel Live at Pompeii.

## Discografia

### Da solista
- 1981 – Nick Mason's Fictitious Sports

### Con Rick Fenn
- 1985 – Profiles
- 1987 – White of the Eye
- 1988 – Tank Malling

### Con Michael Mantler
- 1976 – The Hapless Child
- 1982 – Something There
- 1987 – Live
- 2006 – Review
- 2008 – Concertos

### Con i Pink Floyd
- 1967 – The Piper at the Gates of Dawn
- 1968 – A Saucerful of Secrets
- 1969 – More
- 1969 – Ummagumma
- 1970 – Atom Heart Mother
- 1971 – Meddle
- 1972 – Obscured by Clouds
- 1973 – The Dark Side of the Moon
- 1975 – Wish You Were Here
- 1977 – Animals
- 1979 – The Wall
- 1983 – The Final Cut
- 1987 – A Momentary Lapse of Reason
- 1994 – The Division Bell
- 2014 – The Endless River

### Con i Nick Mason's Saucerful of Secrets
- 2020 – Live at the Roundhouse

### Come produttore
- 1971 – Principal Edwards Magic Theatre - The Asmoto Running Band
- 1974 – Principal Edwards Magic Theatre - Round One
- 1974 – Robert Wyatt - Rock Bottom
- 1976 – Gong - Shamal
- 1977 – The Damned - Music for Pleasure (1977)
- 1978 – Steve Hillage - Green (1978)

## Libri
- 2004 - Inside Out - La prima autobiografia dei Pink Floyd

## Riconoscimenti
- Il 26 novembre 2012 la University of Westminster gli conferì una Laurea honoris causa in Lettere[9].
- Dal 24 luglio 2023 Nicholas Berkeley Mason, per tutti Nick, 79 anni, è cittadino di Pompei. Il batterista e cofondatore dei Pink Floyd ha ricevuto la cittadinanza onoraria dalle mani di Carmine Lo Sapio, sindaco della città dove la band inglese nel 1971 mise in scena uno dei film-concerto più celebri nella storia rock.
- Il 24 luglio 2024 riceve a Roccella Jonica (RC) il Riccio d'Argento, Premio ai Miti della Musica Mondiale (Music Legend Award) della 38ª edizione di "Fatti di Musica", il Festival del Live d'Autore ideato e diretto da Ruggero Pegna

## Curiosità
- Il protagonista del videogioco Urban Chaos: Squadra Antisommossa è suo omonimo.